# Luis Flores Asturias
Luis Alberto Flores Asturias (Ciudad de Guatemala, 29 de octubre de 1947) es un político guatemalteco, que fungió como Vicepresidente de Guatemala del 14 de enero de 1996 al 14 de enero de 2000 en el gabinete de presidente Álvaro Arzú.